# Epilampra bromeliadarum
Epilampra bromeliadarum är en kackerlacksart som först beskrevs av Andrew Nelson Caudell 1914.  Epilampra bromeliadarum ingår i släktet Epilampra och familjen jättekackerlackor.
Artens utbredningsområde är Panama. Inga underarter finns listade i Catalogue of Life.